# Otpravnik poslova
Otpravnici poslova (fran. chargé d'affaires) najniži je razred šefova diplomatskih misija prema Bečkoj konvenciji o diplomatskim odnosima. Oni se akreditiraju kod ministra vanjskih poslova.
Treba razlikovati stalnog otpravnika poslova - fran. chargé d'affaires en pied od privremenog otpravnika poslova - fran. chargé d'affaires ad interim (a.i.).

## Chargé d'affaires ad interim (a.i.)
Privremenog otpravnika poslova postavlja veleposlanik pred svoj odlazak iz zemlje primateljice, bilo privremeni (npr. zbog odlaska na konzultacije u svoju zemlju, odlaska na godišnji odmor, ili bilo kojeg razlog izbivanja iz zemlje primateljice) ili definitivni (kada odlazi s dužnosti veleposlanika u zemlji primateljici, do dolaska novog veleposlanika). Privremeni otpravnik poslova ne može imenovati drugog otpravnika poslova. Ako on iz bilo kojeg razloga (teška bolest, smrt i dr.) ne može dalje obavljati tu funkciju do povratka veleposlanika, ministar vanjskih poslova zemlje pošiljateljice mora uputiti uvodno pismo kojim imenuje novog otpravnika poslova.

## Chargé d'affaires en pied (en titre)
Stalnog otpravnika poslova akreditira ministar vanjskih poslova države pošiljateljice uvodnim pismom kod ministra vanjskih poslova države primateljice. Po rangu je to šef diplomatske misije trećeg i najnižeg razreda (nakon veleposlanika i poslanika).